# Массімо Брамбатті
Массімо Брамбатті (італ. Massimo Brambati, * 29 червня 1966, Мілан) — італійський футболіст, захисник.
Насамперед відомий виступами за клуби «Торіно» та «Барі», а також олімпійську збірну Італії.
Володар Кубка Мітропи. 

## Клубна кар'єра
Вихованець футбольної школи клубу «Торіно». Дорослу футбольну кар'єру розпочав 1985 року в основній команді того ж клубу, в якій провів один сезон, взявши участь лише у 1 матчі чемпіонату. 
Згодом з 1986 по 1988 рік грав на умовах оренди у складі команди клубу «Емполі», після чого повернувся до «Торіно», де провів ще один сезон.
Своєю грою за останню команду привернув увагу представників тренерського штабу клубу «Барі», до складу якого приєднався 1989 року. Відіграв за команду з Барі наступні чотири сезони своєї ігрової кар'єри. Більшість часу, проведеного у складі «Барі», був основним гравцем захисту команди. За цей час виборов титул володаря Кубка Мітропи.
Протягом 1994—1998 років захищав кольори клубів «Палермо», «Луккезе-Лібертас» та «Тернана».
Завершив професійну ігрову кар'єру у нижчоліговому клубі «Саронно», за команду якого виступав протягом 1998—1999 років.

## Виступи за збірні
Протягом 1987–1988 років  залучався до складу молодіжної збірної Італії. На молодіжному рівні зіграв у 9 офіційних матчах.
1988 року  захищав кольори олімпійської збірної Італії. У складі цієї команди провів 4 матчі. У складі збірної був учасником  футбольного турніру на Олімпійських іграх 1988 року у Сеулі.

## Титули і досягнення
- Володар Кубка Мітропи (1):

«Барі»:  1990